# Heterocordylus leptocerus
Heterocordylus leptocerus är en insektsart som först beskrevs av Carl Ludwig Kirschbaum 1856.  Heterocordylus leptocerus ingår i släktet Heterocordylus, och familjen ängsskinnbaggar. Enligt den svenska rödlistan är arten sårbar i Sverige. Arten förekommer i Götaland. Artens livsmiljö är jordbrukslandskap.